# 奈良県道273号大和郡山田原本橿原自転車道線
奈良県道273号大和郡山田原本橿原自転車道線（やまとこおりやま たわらもと かしはら じてんしゃどうせん）は、奈良県磯城郡川西町下永を起点とし、橿原市久米町に至る一般県道、自転車道。

通称（愛称）は、大和中央自転車道 （やまとちゅうおうじてんしゃどう）。

## 概要
奈良県浄化センター公園から、主に飛鳥川に沿って奈良盆地を南進し橿原神宮前駅に至る。

### 路線データ
- 起点 ：奈良県磯城郡川西町下永（県立浄化センター公園 南東）[1] 北緯34度35分37.4秒 東経135度46分58.3秒
- 終点 ：奈良県橿原市久米町（橿原神宮前駅前）[1] 北緯34度29分1.9秒 東経135度47分36.9秒
- 主な経由地 ： 大和郡山市 - 磯城郡川西町 - 磯城郡三宅町 - 磯城郡田原本町
- 路線延長 ：約21キロメートル
- 着工 ：1984(昭和59)年度[1]
- 完成 ：1989(平成元)年度[1]

## 地理

### 主な接続路線
奈良県みどりをつなぐウォーキングマップを参照。

### 接続する自転車道 及び サイクリングルート
- 奈良県道280号大和青垣吉野川自転車道線-京奈和自転車道
  - 奈良県道108号並行区間が重複。
- ならクル　C 8 物部ルート（石上神宮→広陵）
- ならクル　C10 太子道ルート（柳本→川西）
- ならクル　C12 かぐや姫ルート（田原本→香芝）
- ならクル　C 5 南下ツ道ルート（田原本→橿原神宮）
- ならクル　C14 横大路ルート（桜井→橿原）
- 飛鳥葛城自転車道
- ならクル　C 7 せんとの道ルート（奈良→飛鳥）
- ならクル　C 1 上ツ道ルート（奈良公園→橿原神宮）

### 沿線施設
- 奈良県浄化センター公園
- 今井町
- 神武天皇陵
- 奈良県立橿原公苑
- 橿原神宮
- 橿原神宮前駅